# Bibliotecas Públicas del Estado
Las Bibliotecas Públicas del Estado (BPE) son un conjunto de 53 bibliotecas públicas de titularidad estatal dependientes de la Subdirección General de Coordinación Bibliotecaria del Ministerio de Cultura y Deporte de España.

## Bibliotecas
Esta lista es actualizada periódicamente por un bot usando los contenidos de Wikidata, por lo que cualquier cambio manual se perderá.
| Elemento de Wikidata | Etiqueta                                                                                | Dirección                                              | Código postal | Ubicación                          | Fundación       | Coordenadas                                               | Imagen |
| -------------------- | --------------------------------------------------------------------------------------- | ------------------------------------------------------ | ------------- | ---------------------------------- | --------------- | --------------------------------------------------------- | ------ |
| Q85689588            | Biblioteca Pública del Estado en Salamanca - Casa de las Conchas                        | es:c/ Compañía, 2                                      | 37002         | Salamanca                          | 1933            | 40°57′46″N 5°39′58″O / 40.962817, -5.666027               |        |
| Q85689843            | Biblioteca Pública del Estado en Segovia                                                | es:c/ de los Procuradores de la Tierra, 6              | 40006         | Segovia                            | 1842            | 40°56′10″N 4°06′13″O / 40.93615, -4.103559                |        |
| Q85691167            | Biblioteca Pública del Estado en Ciudad Real - Isabel Pérez Valera                      | es:Avda. del Ferrocarril, s/n                          | 13004         | Ciudad Real                        | 1896            | 38°58′45″N 3°55′57″O / 38.979179, -3.932616               |        |
| Q85691517            | Biblioteca Pública del Estado en Cuenca - Fermín Caballero                              | es:Glorieta González Palencia, 1                       | 16002         | Cuenca                             | 1846            | 40°04′22″N 2°08′20″O / 40.072731, -2.139023               |        |
| Q85695907            | Biblioteca Pública del Estado en Ceuta - Adolfo Suárez                                  | es:c/ Alcalde Manuel Olivencia, s/n                    | 51001         | Ceuta                              | 2013            | 35°53′13″N 5°18′20″O / 35.887027, -5.305446               |        |
| Q85729188            | Biblioteca Pública del Estado en Orense                                                 | es:c/ Canle, 6, Conjunto del Convento de San Francisco | 32004         | Orense                             | 1850            | 42°20′13″N 7°51′36″O / 42.337037, -7.85995                |        |
| Q85803972            | Biblioteca Pública del Estado en Alicante - José Martínez Ruíz Azorín                   | es:Paseíto de Ramiro, 15. 03002 Alicante               | 03002         | Alicante                           | 1855            | 38°20′46″N 0°28′41″O / 38.346171, -0.477993               |        |
| Q85806725            | Biblioteca Pública del Estado en Mahón                                                  | es:Plz. de la Conquista, 8                             | 07701         | Mahón                              | 1861            | 39°53′23″N 4°15′54″E / 39.889696, 4.265043                |        |
| Q85818557            | Biblioteca Pública del Estado en Badajoz - Bartolomé J. Gallardo                        | es:Avda. del Guadiana, s/n                             | 06011         | Badajoz                            | 1896            | 38°52′26″N 6°59′18″O / 38.874, -6.9882                    |        |
| Q86261544            | Casa de Cultura Ignacio Aldecoa Kultura Etxea                                           | es:Paseo de la Florida, 9                              | 01005         | Vitoria                            | 1896            | 42°50′39″N 2°40′31″O / 42.844104, -2.675238               |        |
| Q11909312            | Biblioteca Pública del Estado en Girona - Carles Rahola                                 | ca:Emili Grahit, 4C es:Emili Grahit, 4C                | 17002         | Gerona                             | 2014-12-23      | 41°58′29″N 2°49′10″E / 41.974734, 2.819346                |        |
| Q11909318            | Biblioteca Pública del Estado en Palma de Mallorca - Can Sales                          | es:Plz. de la Puerta de Santa Catalina, 24             | 07012         | Palma de Mallorca                  | 1847            | 39°34′15″N 2°38′34″E / 39.570755, 2.642891                |        |
| Q11909310            | Biblioteca Pública del Estado en Tarragona                                              | ca:Carrer Fortuny, 30 es:c/ Fortuny, 30                | 43001         | Tarragona                          | 1846            | 41°06′50″N 1°15′00″E / 41.113751, 1.249934                |        |
| Q12156145            | Biblioteca Pública del Estado en Lugo                                                   | es:Avda. Ramón Ferreiro, 23                            | 27002         | Lugo                               | 1840            | 43°00′16″N 7°33′13″O / 43.004494, -7.553735               |        |
| Q16489699            | Biblioteca Pública del Estado en Soria                                                  | es:c/ Nicolás Rabal, 25                                | 42003         | Soria                              | 1935            | 41°45′46″N 2°28′25″O / 41.762662, -2.473553               |        |
| Q16489697            | Biblioteca Pública del Estado en Burgos                                                 | es:Plz. de San Juan, s/n                               |               | Burgos                             | 1874            | 42°20′33″N 3°41′46″O / 42.34261111111111, -3.696          |        |
| Q18417227            | Biblioteca Pública del Estado en Albacete                                               | es:c/ San José de Calasanz, 14                         | 02002         | Albacete                           | 1895            | 38°59′23″N 1°51′17″O / 38.989822, -1.854808               |        |
| Q4687025             | Biblioteca Pública del Estado en Valencia - Pilar Faus                                  | ca:Carrer de l'Hospital, 13. 46001 València            | 46001         | Valencia Ciudad Vieja              | 1979            | 39°28′15″N 0°22′54″O / 39.47089, -0.38173                 |        |
| Q4733795             | Biblioteca Pública Provincial de Almería Francisco Villaespesa                          | es:c/ Hermanos Machado, s/n                            | 04004         | Almería                            | 1947            | 36°50′09″N 2°27′39″O / 36.8358406634, -2.46073499695      |        |
| Q5061364             | Biblioteca Central de Cantabria / Biblioteca Pública del Estado en Santander            | es:Calle Ruiz de Alda, 19                              | 39009         | Santander                          | 1844            | 43°27′15″N 3°48′52″O / 43.45429, -3.814428                |        |
| Q20017103            | Biblioteca Pública del Estado en León                                                   | es:c/ Santa Nonia, 5                                   | 24003         | León                               | 1844            | 42°35′43″N 5°34′19″O / 42.595414, -5.571864               |        |
| Q5202317             | Biblioteca Pública Provincial de Cádiz                                                  | es:Avda. Cuatro de Diciembre de 1977, 16               | 11006         | Cádiz                              | 1851            | 36°32′01″N 6°17′38″O / 36.5335789299, -6.29386735058      |        |
| Q5202730             | Biblioteca Pública del Estado en Córdoba                                                | es:Avda. América s/n                                   |               | Córdoba                            | 1842            | 37°52′39″N 4°46′51″O / 37.877409, -4.780899               |        |
| Q5594100             | Biblioteca Pública del Estado en Granada                                                | es:c/ Profesor Saínz Cantero, 6                        | 18002         | Granada                            | 1933            | 37°10′42″N 3°36′22″O / 37.178282, -3.606195               |        |
| Q5727765             | Biblioteca Pública del Estado en Orihuela - Fernando de Loazes                          | es:Plz. Ramón Sijé, 1                                  | 03300         | Orihuela                           | 1863            | 38°05′11″N 0°56′44″O / 38.08637, -0.945613                |        |
| Q5727898             | Biblioteca Pública del Estado en Mérida - Jesús Delgado Valhondo                        | es:Avda. de la Libertad, s/n                           | 06800         | Mérida                             | 1999            | 38°54′53″N 6°21′27″O / 38.914685, -6.35741                |        |
| Q5727896             | Biblioteca Pública Provincial de Huelva                                                 | es:Avda. Martín Alonso Pinzón, 16                      | 21003         | Huelva                             | 1856            | 37°15′20″N 6°56′55″O / 37.25556908, -6.948623689          |        |
| Q5727905             | Biblioteca Pública del Estado en Zamora                                                 | es:Plz. Claudio Moyano, s/n                            | 49001         | Zamora                             | 1846            | 41°30′07″N 5°44′54″O / 41.501842, -5.748213               |        |
| Q5727915             | Biblioteca Regional de Murcia - Biblioteca Pública del Estado en Murcia                 | es:Avda. de Juan Carlos I, 17                          | 30008         | Murcia                             | 1956            | 37°59′55″N 1°08′14″O / 37.998575, -1.137249               |        |
| Q5727882             | Biblioteca Pública del Estado en Palencia                                               | es:c/ Eduardo Dato, 4                                  | 34005         | Palencia                           | 1897            | 42°00′48″N 4°32′05″O / 42.0133, -4.53482                  |        |
| Q5728093             | Biblioteca Pública del Estado en Santiago de Compostela - Ánxel Casal                   | es:Avda. Xoán XXIII, s/n                               | 15704         | Santiago de Compostela             | 1955            | 42°53′02″N 8°32′40″O / 42.883908, -8.544315               |        |
| Q5727901             | Biblioteca de Asturias / Biblioteca Pública del Estado en Oviedo - Ramón Pérez de Ayala | es:Plz. Daoiz y Velarde, 11                            | 33009         | Oviedo                             | 1943            | 43°21′34″N 5°50′47″O / 43.3595, -5.846445                 |        |
| Q5727908             | Biblioteca Pública del Estado en Santa Cruz de Tenerife                                 | es:c/ Comodoro Rolín, 1                                | 38007         | Santa Cruz de Tenerife             | 1977            | 28°27′51″N 16°15′59″O / 28.4643, -16.2665                 |        |
| Q6396201             | Biblioteca Pública del Estado en Málaga                                                 | es:Avenida de Europa, 49                               | 29003         | Málaga Distrito Carretera de Cádiz | 1895            | 36°42′09″N 4°26′41″O / 36.7025, -4.4447222222222225       |        |
| Q24237950            | Biblioteca de Castilla y León / Biblioteca Pública del Estado en Valladolid             | es:Plaza de la Trinidad, 2. 47003                      | 47003         | Valladolid                         | 1989-11-30 1931 | 41°39′27″N 4°43′47″O / 41.657476, -4.729756               |        |
| Q7257457             | Biblioteca Pública del Estado en Lérida                                                 | ca:Rambla d'Aragó, 10 es:Rambla de Aragón, 10          | 25002         | Lérida                             | 1842            | 41°36′49″N 0°37′13″E / 41.613498, 0.620199                |        |
| Q7458071             | Biblioteca Pública del Estado en Sevilla - Infanta Elena                                | es:Avda. María Luisa, 8                                | 41013         | Sevilla                            | 1959            | 37°22′38″N 5°59′30″O / 37.377131, -5.991589               |        |
| Q26702891            | Biblioteca Pública del Estado en Ávila                                                  | es:Plz. de la Catedral, 3                              | 05001         | Ávila                              | 1868            | 40°39′23″N 4°41′50″O / 40.656328, -4.697261               |        |
| Q27032797            | Biblioteca Pública Provincial de Jaén                                                   | es:c/ Santo Reino, 1                                   | 23003         | Jaén                               | 1985            | 37°46′19″N 3°47′16″O / 37.772, -3.78791                   |        |
| Q28554133            | Biblioteca Pública del Estado en Pontevedra - Antonio Odriozola                         | es:c/ Alfonso XIII, 3                                  | 36002         | Pontevedra                         | 1848            | 42°25′57″N 8°39′02″O / 42.432451, -8.650657               |        |
| Q8247557             | Biblioteca Pública de Gijón - Jovellanos                                                | es:c/ Jovellanos, 23                                   | 33206         | Gijón                              | 1947            | 43°32′29″N 5°39′46″O / 43.541348, -5.662752               |        |
| Q29509796            | Biblioteca Pública del Estado en Guadalajara                                            | es:Plz. Dávalos, s/n                                   | 19001         | Guadalajara                        | 1837            | 40°38′02″N 3°10′05″O / 40.633987, -3.16818                |        |
| Q30046724            | Biblioteca Pública del Estado en La Coruña - Miguel González Garcés                     | es:c/ Miguel González Garcés, 1                        | 15008         | La Coruña                          | 1902            | 43°20′54″N 8°24′19″O / 43.348274, -8.40518                |        |
| Q30453528            | Biblioteca Pública del Estado en Madrid - Manuel Alvar                                  | es:c/ Azcona, 42                                       | 28028         | Madrid                             | 1988            | 40°26′04″N 3°40′09″O / 40.434338, -3.669126               |        |
| Q30899604            | Biblioteca de La Rioja, Almudena Grandes / Biblioteca Pública del Estado en Logroño     | es:C. de la Merced, 1, 26001 Logroño, La Rioja         | 26001         | Logroño                            | 1990 1852       | 42°28′00″N 2°26′56″O / 42.466619, -2.448794               |        |
| Q43179659            | Biblioteca Pública del Estado en Teruel - Javier Sierra                                 | es:Plz. Obispo Pérez Prado, 3                          | 44001         | Teruel                             | 1953            | 40°20′39″N 1°06′35″O / 40.3441, -1.109657                 |        |
| Q43179669            | Biblioteca Pública del Estado en Huesca                                                 | es:Avda. Pirineos, 2                                   | 22004         | Huesca                             | 1857            | 42°08′29″N 0°24′56″O / 42.141473, -0.415534               |        |
| Q43179822            | Biblioteca Pública del Estado en Zaragoza                                               | es:c/ Doctor Cerrada, 22                               | 50005         | Zaragoza                           | 1923            | 41°38′50″N 0°53′21″O / 41.647184, -0.889093               |        |
| Q43179741            | Biblioteca Pública del Estado en Las Palmas de Gran Canaria                             | es:Avda. Muelle de Las Palmas, s/n                     | 35003         | Las Palmas de Gran Canaria         | 1967            | 28°06′38″N 15°24′59″O / 28.110526764993, -15.416266902903 |        |
| Q43179763            | Biblioteca pública José Luis Fernández de la Torre                                      | es:Plz. de España, 4                                   | 52001         | Melilla                            | 1991-03-08      | 35°17′30″N 2°56′19″O / 35.291717, -2.938615               |        |
| Q43179835            | Biblioteca Pública del Estado en Cáceres - A. Rodríguez-Moñino/M. Brey                  | es:c/ Alfonso IX, 18                                   | 10004         | Cáceres                            | 1868            | 39°28′23″N 6°22′36″O / 39.47316, -6.376672                |        |
| Q51832241            | Biblioteca Pública del Estado en Castellón                                              | es:C/ Rafalafena, 29. 12003 Castellón                  | 12003         | Castellón de la Plana              | 1848            | 39°59′18″N 0°01′51″O / 39.988432, -0.030865               |        |
| Q105710188           | Biblioteca Pública del Estado en Toledo                                                 |                                                        |               | Toledo                             | 1771            |                                                           |        |

∑ 53 items.